# Droit pénal

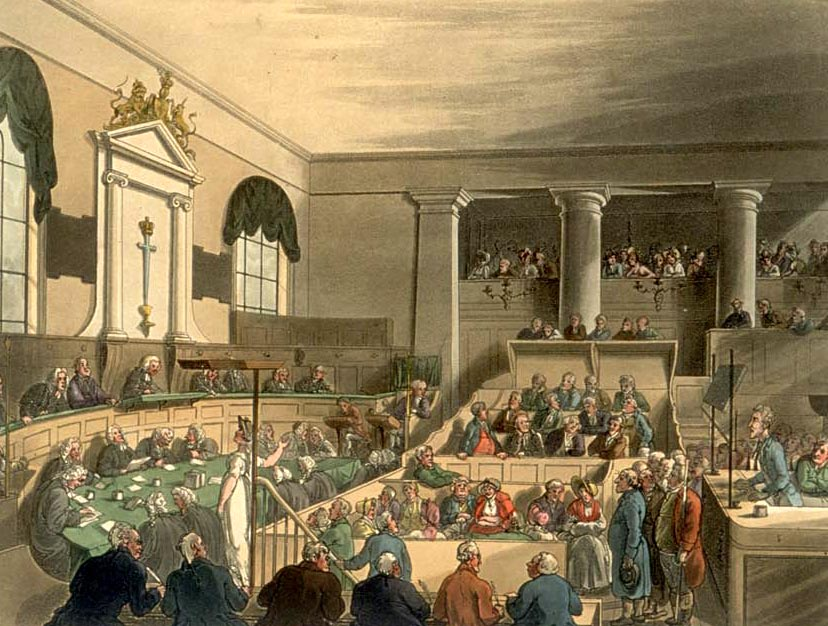
Le Old Bailey à Londres (en 1808) où a eu lieu plus de 100000 procès criminels entre 1674 et 1834.

Le droit pénal, ou droit criminel, est une branche du droit qui réprime des comportements antisociaux — les infractions — et prévoit la réaction de la société envers ces comportements. La réponse pénale prend le plus souvent la forme d'une peine. Le droit pénal concerne ainsi le rapport entre la société et l'individu.
Le droit pénal s'articule avec les règles de procédure pénale, qui fixent le cadre juridique que doivent respecter l'enquête, la poursuite et le jugement et l'exécution de la peine visant une personne soupçonnée, et le cas échéant condamnée, pour la commission d'une infraction.
D'un point de vue juridique, le droit pénal est fréquemment divisé en deux grands ensembles :
- Le droit pénal général qui précise les conditions générales d'incrimination et de fixation des peines ;
- Le droit pénal spécial, qui établit un catalogue de comportements incriminés : les infractions.

## Histoire
On peut faire remonter la naissance du droit pénal moderne à la publication de Des délits et des peines par Cesare Beccaria en 1764.

## Droit comparé
Bien qu'il y ait une diversité de systèmes de droit pénal dans le monde, certaines questions se retrouvent partout, qu'il s'agisse de la qualification des infractions (faute par omission ou négligence, excuse de la légitime défense), de l'organisation du procès (rôle de la police et du ministère public, choix de la détention provisoire, présence d'un jury), de la procédure (règles de la preuve, possibilité d'un recours en cassation, permanence de l'autorité de la chose jugée) ou encore des sanctions (choix du châtiment corporel, de la peine de mort, de l'emprisonnement).

## Par pays

### Canada
Au Canada, le droit pénal est partagé entre les compétences du Parlement fédéral et des provinces (voir Partage des compétences au Canada),. Le Parlement du Canada est responsable du droit criminel canadien, c'est-à-dire des infractions pénales les plus graves qui peuvent mener à l'emprisonnement ou à un casier judiciaire. Cette branche du droit est appelée « droit criminel » et est en grande partie prévue au Code criminel. Les infractions criminelles visent à punir un crime qui est allé à l'encontre des valeurs fondamentales de la société. Par exemple, le meurtre est une infraction criminelle, car causer la mort de quelqu'un va à l'encontre du respect d'autrui, du droit à la vie, à la liberté et à la sécurité de chacun, valeurs fondamentales de la société garanties par l'article 7 de la Charte canadienne des droits et libertés
Les infractions de moindres importances sont sous la responsabilité partagée du Parlement fédéral et des provinces. Ceux-ci peuvent prévoir différentes infractions et peines pour mettre en œuvre leurs différentes lois. Les infractions de moindres importances sont nommées les infractions règlementaires. Ces infractions visent à sanctionner un comportement qui va à l'encontre du bien-être public. Les infractions règlementaires visent à inciter et «règlementer» les citoyens à adopter un comportement considéré comme acceptable dans la société. Par exemple, Le Code de la Sécurité routière au Québec prévoit des infractions règlementaires notamment, car il a été adopté par l'Assemblée nationale (provincial). Donc, il ne peut pas prévoir des infractions criminelles puisque c'est au-delà de son champ de compétence et il vise à inciter les citoyens à adopter un comportement (conduite d'un véhicule) sécuritaire objectif.

### France

#### Introduction
Le droit pénal correspond à l’une des prérogatives principales de la puissance publique : la détermination des limites aux libertés individuelles. Cela explique que, de manière classique, l’État se voit réserver un monopole sur le droit pénal (prohibition de la vengeance privée, monopole de la violence légitime). La source principale du droit pénal est le droit étatique, mais les sources internationales occupent une place toujours plus importante.
Il existe deux conceptions du droit pénal : une conception objective, mettant l'accent sur l'acte, et une conception subjective, axée sur l'auteur de l'acte constitutif de l'infraction. Le droit pénal français retient une conception mixte.
L'infraction peut être définie comme l'acte qui est sanctionné par une peine. Une liste des actes serait impossible à dresser. En effet, son importance varie selon les époques et les pays. Par exemple, des actes comme le suicide, le blasphème, l'hérésie, la sorcellerie, l'avortement ou l'homosexualité, qui étaient incriminés dans la plupart des ordres juridiques au Moyen Âge, ne le sont plus aujourd'hui. Inversement, des incriminations nouvelles sont apparues, liées à l'industrialisation (infractions en matière de sécurité routière ou de droit du travail) ou à l'accroissement de la solidarité humaine (omission de porter secours à autrui, abus de la faiblesse d'autrui).
Le droit pénal est lié à l'infraction. Dans le droit pénal général, nous trouvons la théorie de l'infraction. Pour qu'un comportement puisse être qualifié d'infraction pénale, il faut que les 3 éléments suivants soient réunis : 
1. L'élément légal : C'est le principe de légalité des peines. Il n'y a d'infraction que si un texte législatif prévoit l'incrimination de l'acte concerné;
2. L'élément matériel : Il n'y a d'infraction que si les actions ou omissions reprochées à la personne poursuivie ont bien été commises ;
3. L'élément moral (ou intentionnel) : Il n'y a d'infraction que si le fait matériel a été commis par une personne apte à comprendre et à vouloir.

Les deux premiers éléments sont obligatoires pour qu'un acte puisse être qualifié d'infraction. Le troisième élément est discutable par le fait que des actes commis involontairement peuvent être réprimés, tel est le cas de l'homicide involontaire.

#### Nature du droit pénal
En tant que droit pouvant s'appliquer tant contre les personnes physiques, à savoir donc les individus, que contre les personnes morales depuis l'entrée en vigueur du nouveau Code pénal, entreprises, associations, collectivités, etc. (sauf la collectivité étatique : art 121-2 du Code pénal français), le droit pénal apparaît comme un droit transversal et mixte (il est à mi-chemin entre le droit privé et le droit public).
Le droit pénal gère une forme de relation entre les personnes de droit privé et la collectivité publique représentée par le procureur de la République subordonné au procureur général, lui-même subordonné au ministre de la Justice (cette subordination, aux yeux de la Cour Européenne des Droits de l'Homme, ne permet pas au procureur de se voir reconnaître la qualité de magistrat au sens de l'article 53 de la Convention européenne des Droits de l'Homme, il ne peut ainsi prononcer des privations de liberté sans le recours, au moins pour leur contrôle, à un magistrat indépendant) ; le droit pénal est donc bien, en son souci de conflits entre particuliers considéré comme une atteinte à la société entière, à la frontière du droit privé et du droit public.
Par exception, la « plainte avec constitution de partie civile » place l'administration judiciaire au service du plaignant auquel le « doyen des juges d'instruction » impose le versement d'un dépôt qui servira à financer la procédure. Cette procédure présente un caractère de mixité, entre droit public et privé. Cependant, le juge d'instruction conserve sa fonction « d'instruire à charge et à décharge » ; s'ensuit qu'il n'est pas exclu que la procédure se retourne contre le plaignant susceptible de se trouver sur le banc des accusés au même titre que celui contre lequel il avait engagé l'action.

#### Domaines du droit pénal français
Le droit criminel ou le droit pénal fait partie des sciences criminelles à côté de la criminologie et de la criminalistique. Le droit criminel s’intéresse aux infractions et aux sanctions, il contient des règles de fond constituant les principes généraux applicables aux infractions.
- Le droit pénal général précise les conditions générales d'incrimination et de fixation des peines réservées au pouvoir législatif ou réglementaire. Il prévoit les trois éléments de l'infraction, légal, matériel et moral, les causes d'irresponsabilité pénale (trouble mental, contrainte, minorité). Il détermine également le jeu de la tentative et de la complicité. C'est lui aussi qui détermine les peines applicables, les causes d'atténuation ou d'aggravation de celle-ci notamment en matière de récidive.
- Le droit pénal spécial s'attache lui à l'étude de l'application des principes généraux au cas de chacune des infractions. On parle de catalogue des infractions.
- La procédure pénale a un double objet : l'organisation des juridictions répressives et celle du déroulement du procès depuis le déclenchement des poursuites jusqu'à l'épuisement des voies de recours.
- Le droit de l’exécution des peines englobe le droit de la mise à exécution des sentences pénales, le droit pénitentiaire et le droit de l’application des peines.

À ces différentes branches, il faut ajouter :
- la pénologie qui étudie les sanctions encourues, leur mode d’exécution et d’extinction ;
- la criminologie qui est l'étude du phénomène criminel dans sa réalité sociale et individuelle (étude des causes et des conséquences de la criminalité) ;
- la criminalistique qui est l'ensemble des techniques mises en œuvre par la justice, la police et la gendarmerie pour établir la preuve d'un délit ou d'un crime et d'en identifier son auteur.

### Suisse

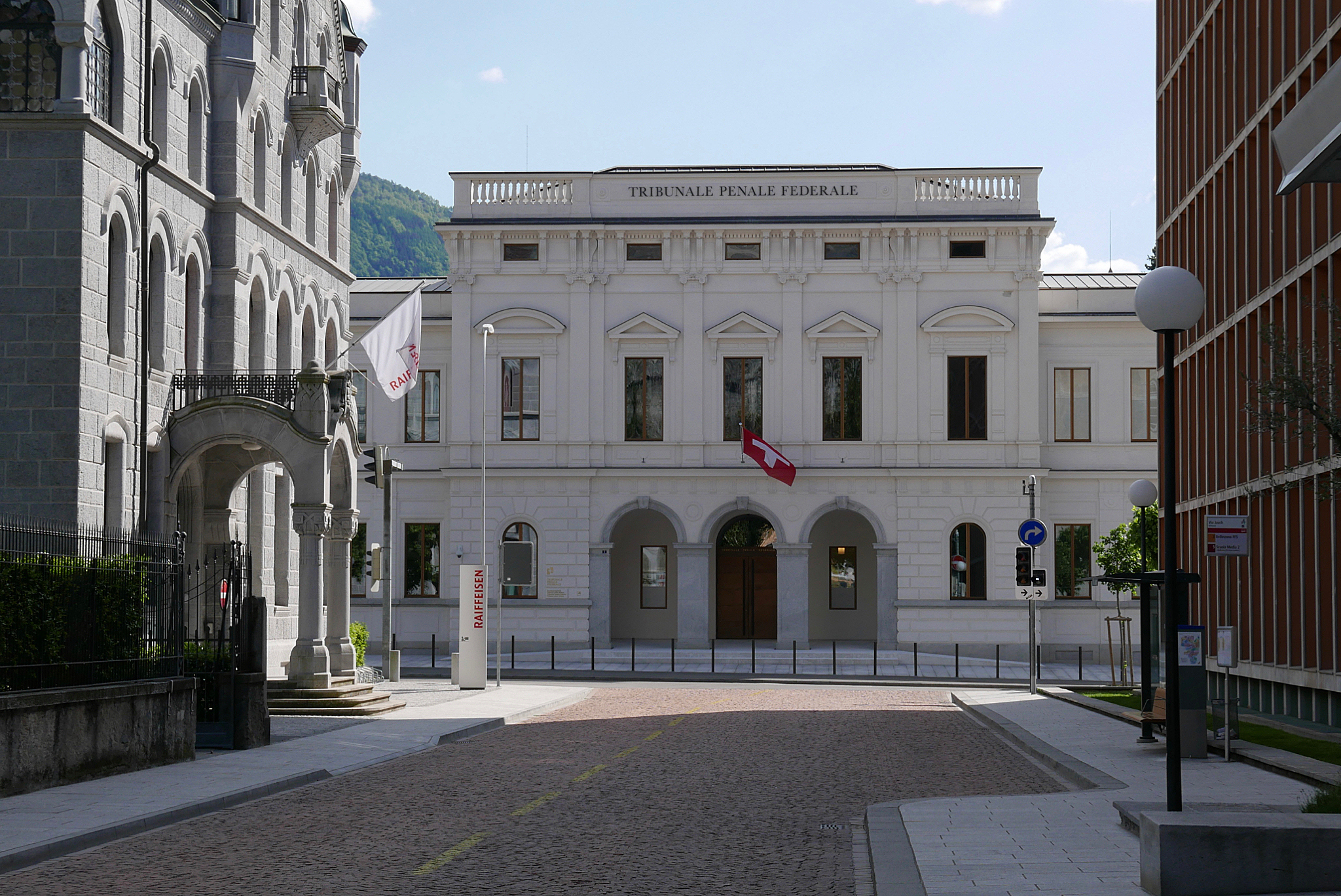
Le Tribunal pénal fédéral suisse.

En Suisse, le principal recueil de droit pénal est le Code pénal suisse de 1937. La procédure pénale (organisant la justice) dépendait des 26 cantons, jusqu'à son unification par le Code de procédure pénale suisse de 2007 (entré en vigueur en 2011).

## Droit international pénal
Il s'agit d'un droit lié au crime international. Selon Antonio Cassese, il se définit comme l'« ensemble de règles internationales destinées à proscrire (et punir) les crimes internationaux et à imposer aux États l’obligation de poursuivre et de punir ces crimes (au moins certains d’entre eux) ». La définition jurisprudentielle qui est donnée par le Tribunal de Nuremberg est la suivante : « Droit qui gouverne les crimes internationaux c'est-à-dire les actes qui sont universellement reconnus comme des actes criminels, (et) qui revêtent une importance internationale et qui pour cette raison ne peuvent être laissés à la compétence exclusive de l’État qui en aurait le contrôle en temps ordinaire ».
La Cour pénale internationale peut exercer sa compétence sur 4 types de crimes : le crime de génocide « caractérisé par l'intention spécifique de détruire, en tout ou partie, un groupe national, ethnique, racial ou religieux par le meurtre de ses membres ou par d'autres moyens », les crimes contre l'humanité qui sont « de graves violations commises dans le cadre d'une attaque de grande envergure lancée contre toute population civile », les crimes de guerre « qui constituent des infractions graves aux Conventions de Genève dans le contexte d'un conflit armé », et le crime d'agression, c'est-à-dire « l'emploi par un État de la force armée contre la souveraineté, l'intégrité ou l'indépendance d'un autre État ».
Selon le maître de Conférences en droit public Jean-François Roulot, il présente plusieurs caractéristiques comme appréhender la criminalité d'un individu agissant pour le compte de l’État portant atteinte à l'ordre public international, il n'est pas toujours formulé par une convention et a donc a un caractère coutumier, enfin il est du droit impératif, c'est-à-dire qu'il s'impose aux États parfois contre leur volonté exprimée.